# Swartzentruber Amische

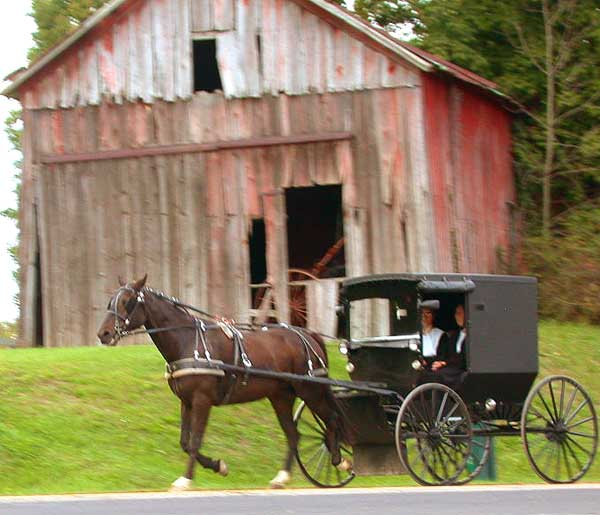
Amische in Holmes County, Ohio

Die Swartzentruber Amische sind eine konservative Untergruppe der Amischen in Ohio und in anderen Bundesstaaten der Vereinigten Staaten von Amerika. Sie werden nach mehreren Bischöfen aus der Familie Swartzentruber benannt, die eine führende Rolle in den Anfängen der religiösen Gemeinschaft einnahmen. Die Gruppe wurde 1917 um den Bischof Sam Yoder in Holmes County im US-Bundesstaat Ohio gegründet und gilt als eine der mitgliederstärksten Amischengemeinden der USA. Die Swartzentruber Amischen trennten sich von den Old Order Amish, nachdem es keine Einigung über die Frage gab, wie mit Abweichlern der Glaubensgemeinschaft umzugehen ist. Da es zu keiner Einigung in der Frage in der Ordnung der Gemeinschaft kam, gründeten die Swartzentruber Amischen die neue Gruppierung. Für sie ist ein Ausschluss aus der Gemeinschaft endgültig, während andere Gemeinschaften eine Mitgliedschaft in einer anderen Amischengemeinschaft akzeptieren und den Bann beenden. Insgesamt gab es 2016 65 Siedlungen der Swartzentruber Amischen in 12 Bundesstaaten und in der kanadischen Provinz Ontario. Zum Vergleich: In den USA gab es 2010 456 Amische Siedlungen mit 251.000 Bewohnern. In Ethridge, Tennessee leben z. B. 15.000 Swartzentruber Amische. In Holmes und Wayne County, Ohio soll die Zahl der Swartzentruber Amischen 38.000 betragen.
Im Laufe der Jahre trennten sich einige Gemeinden von den Swartzentruber Amischen. Meist ging es um Streitigkeiten über die Ordnung im Bezug auf Bann und Meidung. So trennten sich einige Gemeinden aus Minnesota, Tennessee und Ohio von den übrigen Gemeinden. Eine neue Gruppe der Jeck Jeckey Leit (Jack-Jeckey-Leute) entstand. Eine weitere Trennung erfolgte 1990 über einen Streit, wie man mit jungen Mitgliedern umgehen soll, die sich nicht an die Ordnung halten wollten. Die Swartzentruber Amischen in Ohio trennten sich in zwei Gruppen. Die Mehrheit schloss sich Bischof Joe Troyer an, eine Minderheit Bischof Mose Miller. Doch die Gruppe um Mose Miller teilte sich nach kurzer Zeit wieder in zwei Gruppen, die Mose-Miller/Isaac-Keim-Gruppe und die Andy-Weaver-Gruppe. Heute gibt es deshalb in Ohio drei Gemeindeverbände von Swartzentruber Amischen. Dabei darf die Andy-Weaver-Gruppe der Swartzentruber Amischen nicht mit der Old-Order-Amish-Gruppe mit gleichen Namen verwechselt werden.
Die Swartzentruber Amischen zeichnen sich durch eine konservative Haltung gegenüber moderner Technologie aus. So ist die Nutzung von Automobilen, außer in Notfällen, den Mitgliedern verboten. Andere Gruppierungen der Old Order Amish verbieten den persönlichen Besitz von Automobilen, erlauben jedoch deren Nutzung. Während in anderen Gemeinden der Old Order Amish Taxidienste von Nichtmitgliedern der Gemeinden angeboten und auch von der Mehrheit der Mitglieder genutzt werden, ist die Nutzung von solchen Diensten den Swartzentruber Amischen verboten. Sie nutzen Busse und Eisenbahn zur Überwindung größerer Entfernungen. Wie die meisten anderen Amischengemeinden lehnen sie die Nutzung von Flugzeugen ab. Dadurch sind die Swartzentruber Amischen stärker eingeschränkt in ihren Kontakten außerhalb der Gemeinschaft und wirtschaftliche Aktivitäten kaum möglich. Während andere Mitglieder von Amischengemeinschaften sehr wohl außerhalb ihrer Gemeinden – besonders im Baugewerbe – wirtschaftlich tätig sind, ist dies den Mitgliedern der Swartzentruber Amischen kaum möglich. Deswegen gelten die meisten Swartzentruber Amischen selbst nach dem bei Amischen üblichen Standard als arm. Amischengemeinden sind in der Milchwirtschaft überproportional in den USA vertreten. Da Trinkmilch in den USA gesetzlich ständig gekühlt werden muss, ist der Verkauf von Milch den Swartzentruber Amischen nur eingeschränkt möglich. Andere Amischengemeinschaften erlauben den Betrieb von Dieselaggregaten, um Milch zu kühlen, und den Betrieb von Melkmaschinen. Den Mitgliedern der Swartzentruber Amischen ist dies verboten. Meistens wird Milch zu anderen Produkten wie Käse weiterverarbeitet.
Auch in anderen Fragen sind die Swartzentruber Amischen konservativer als andere Amischengemeinschaften. So ist jegliche Nutzung von Traktoren und Motoren verboten, während andere Gemeinschaften die Nutzung stationärer Traktoren erlauben. Andere Amischengemeinschaften erlauben den Betrieb von dieselbetriebenen Motoren, welche z. B. Heuwender und Häcksler antreiben, solange diese Motoren von Pferden gezogen werden. Fließendes Wasser und Sanitärinstallationen ist in den Häusern der Mitglieder verboten und ein getrenntes Waschhaus vorgeschrieben. Zufahrtsstraßen zu den Bauernhöfen und Häusern dürfen nicht geteert oder befestigt sein. Während andere Gemeinden der Old Order Amish die Nutzung von Elektrizität für bestimmte Maschinen erlauben, solange diese nicht aus dem öffentlichen Netz bezogen wird, ist die Nutzung von Elektrizität den Mitgliedern der Swartzentruber Amischen verboten.
Ein anderes Beispiel sind Gefriertruhen und Kühlschränke. Während andere Old-Order-Amish-Gemeinschaften es ihren Mitgliedern erlauben, Kühltruhen und Kühlschränke bei nicht Gemeindemitgliedern unterzustellen, bzw. solche Geräte von nicht amischen Nachbarn zu mieten, ist dies den Swartzentruber Amischen verboten. In anderen Amischengemeinschaften entwickelte sich ein Dienstleistungssektor um das Frischhalten von Lebensmitteln. Solange die Geräte auf einem nicht amischen Grundstück stehen, sind sie erlaubt. Swartzentruber Amische kühlen mit Eis. Im Winter wird Eis in den zugefrorenen Seen geschlagen und in Kellern eingelagert. Oder sie kaufen Eis bei ihren nicht amischen Nachbarn oder in Supermärkten bzw. an Tankstellen.
Swartzentruber Amische und generell Amische konservieren Obst und Gemüse aus ihrem Garten, indem sie diese einkochen. Dazu verwenden sie Einmachgläser. Während des Einkochvorgangs werden Keime durch die Hitze abgetötet. Zusätzlich entweicht Luft aus den Gläsern und lässt beim Abkühlen ein Vakuum entstehen, das das Eindringen neuer Keime verhindert. Das Ziel der Gemeinschaft ist es, autonom zu leben und möglichst keine Dienste von Fremden in Anspruch zu nehmen.
Auch in der Ausgestaltung von Gottesdiensten unterscheiden sie sich von anderen Amischengemeinschaften. Der Gottesdienst ist länger (bis zu 4 Stunden). Auch in der Frage, ob Mitglieder in andere Glaubensgemeinschaften der Amischen einheiraten können, nehmen sie eine restriktive Haltung ein. Der Kontakt zur Außenwelt wird den Mitgliedern deutlich mehr eingeschränkt als Mitgliedern anderer Glaubensgemeinschaften. Die Swartzentruber Amischen halten an Deutsch (Pennsylvania-Deutsch) als Umgangssprache und Hochdeutsch als Gottesdienstsprache fest und sehen darin ein verbindendes Element. Anderseits haben sie eine liberalere Haltung im Bezug auf Konsum von Tabak und Alkohol.
Kutschen der Mitglieder der Swartzentruber Amischen können leicht erkannt werden. Sie sind komplett in Schwarz gehalten und verzichten auf Lichter und Reflektoren. Auch Warnschilder dürfen nicht angebracht werden. Die Kutschen verfügen über keine Windschutzscheibe. Auch die Höfe und Häuser der Swartzentruber Amischen lassen sich leicht erkennen. So ist die Zufahrt nicht befestigt, Blumenbeete und andere Ausschmückungen der Gärten fehlen und Klo und Waschmöglichkeiten befinden sich in einem getrennten Gebäude. Wie bei allen Old Order Amish sind die Häuser der Swartzentruber Amischen nicht an die öffentliche Elektrizitätsversorgung angeschlossen und verfügen über keine Telefonleitungen.
Für die Swartzentruber Amischen zählt nur die religiöse Gemeinschaft. Kontakte zu Nicht-Amischen (Englische werden alle Nicht-Amischen genannt) werden meistens abgelehnt. Auch Kontakte zu anderen Amischen Gruppierungen sind verpönt. Produkte moderner Technik wie Automobile werden abgelehnt, weil sie die Gemeinschaft zerstören können. Auch führen sie zu Statusdenken und Individualismus. Dasselbe gilt für Telefon, Handys und Internet, da sie nach ihrer Ansicht die religiöse Gemeinschaft zerstören könnten und individuelles Handeln begünstigen. Aus diesem Grund wird Elektrizität abgelehnt. Elektrizität könnte die Mitglieder verführen, sich solche Geräte zuzulegen. Auch andere technische Geräte zur Arbeitserleichterung werden oftmals mit Bezug zur Bibelpassage „im Schweiße deines Angesichts sollst du das Feld bestellen“ abgelehnt. Auch widersprechen sie dem Prinzip der Gelassenheit. Wie alle Amischengemeinschaften lehnen die Swartzentruber Amischen den Militärdienst ab und besitzen keine Versicherungen. Dasselbe gilt für Statussymbole, deshalb lehnen sie das Anlegen von Blumenbeeten vor ihren Häusern ab. Keiner soll sich aus der Gemeinschaft der Religiösen hervorheben. Dasselbe gilt für höhere Bildung. Swartzentruber Amische schicken ihre Kinder nur 8 Jahre zur Schule. Ein höherer Schulabschluss würde zu einer Hierarchie innerhalb der Gemeinschaft führen.